# Compagnie portugaise des Indes orientales

La Compagnie portugaise des Indes orientales (en portugais : Companhia do commércio da Índia ou Companhia da Índia Oriental) fut créée par le roi Philippe III d'Espagne en l'an 1628 à la suite de l’union personnelle des couronnes portugaise et espagnole. C'était une société à charte destinée à assurer la sécurité de leurs intérêts en Inde, face à la pression et à l’influence croissantes de leurs rivaux : la Compagnie néerlandaise des Indes orientales et la Compagnie anglaise des Indes orientales.
La compagnie avait le monopole du commerce des épices (qui valaient à l'époque leur poids en or) avec l'Inde. L'intention du roi d'attirer des capitaux privés dans ce commerce, mais ce fut un échec et la Compagnie cessa d'exister en 1633.